# Dragomir Bojanić
Dragomir Bojanić (auch Dragomir Bojanić-Gidra, serbisch-kyrillisch Драгомир Бојанић Гидра; * 13. Juni 1933 in Kragujevac; † 11. November 1993 in Belgrad) war ein jugoslawischer Schauspieler.

## Leben
Bojanić studierte Darstellung an der Fakultet dramskih umetnosti in Belgrad und begann seine Schauspielkarriere als jüngster Darsteller des Mitke-Theaters. Noch während seiner Ausbildung spielte er am Belgrader Nationaltheater; von 1964 bis 1966 war er am Jugoslawischen Drama-Theater der Stadt engagiert.
Bereits 1955 hatte seine Filmkarriere mit einer Nebenrolle in Esalon doktora M. begonnen. Bis zu seinem Tod 1993 folgten weitere 110 Film- und Fernsehauftritte, in rund dreißig Werken war Bojanić der Hauptdarsteller. Daneben war er auch in fünf in Italien entstandenen Western zu sehen, in denen er unter dem Namen Anthony Ghidra agierte. Für seine Rolle des Partisanen Tadija Cemerkić im Film Die ungewöhnliche Hochzeit von 1973 wurde er beim Pula Film Festival mit den Preis für den besten Darsteller ausgezeichnet.
Bojanić starb an Leberkrebs. Er war mit der Schauspielerin Liljana Kontić verheiratet.

## Filmografie (Auswahl)
- 1955: Esalon doktora M.
- 1961: Blut der Leidenschaft (Sibirska Ladi Magbet)
- 1962: Kater unter dem Helm (Macak pod sljemom)
- 1965: Drei (Tri)
- 1967: Rocco – der Einzelgänger von Alamo (Ballata per un pistolero)
- 1967: Rocco – Ich leg’ dich um (L'ultimo killer)
- 1968: Django – den Colt an der Kehle (Chiedi perdono a Dio… non a me)
- 1968: Einladung zum Totentanz (…E venne il tempo di uccidere)
- 1968: Es regnet auf mein Dorf (Bice skoro propast sveta)
- 1968: Ein Loch in der Stirn (Un buco in fronte)
- 1970: Korana spielt mit dem Feuer (Jedanaesta zapovijed)
- 1971: Wenn die Wölfe heulen (Balada o svirepom)
- 1972: Einer ist Sarajevo (Valter brani Sarajevo)
- 1972: Ein Tag, länger als ein Jahr (Dan duzi od godine)
- 1973: Die ungewöhnliche Hochzeit (Svadba)
- 1975: Die Liebe des Soldaten (Vojnikova ljubav)
- 1975: Der Ring schließt sich um Kraljevo (Crvena zemlja)
- 1977: Gruppenbild mit Dame
- 1977: Begegnung mit der Liebe (Lude godine)
- 1977: Liebe und Wahn (Ljubav i bijes)
- 1978: Durchbruch im Morgengrauen (Dvoboj za juzno prugu)
- 1980: Es kam die Zeit, die Liebe zu probieren (Dolso doba sa se ljubav proba)
- 1980: Liebe, liebe – aber verlier den Kopf nicht (Ljubi, ljubi – al glavu ne gubi)
- 1993: Obracun u kazino kabareu